# NGC 38
NGC 38 é uma galáxia espiral (Sa) localizada na direcção da constelação de Pisces. Possui uma declinação de -05° 35' 11" e uma ascensão recta de 0 horas, 11 minutos e 47,0 segundos.
A galáxia NGC 38 foi descoberta em 25 de Outubro de 1881 por Édouard Jean-Marie Stephan.